# Leinen Los!
Leinen Los! ist ein von Alex Randolph entwickeltes Kinder- und Brettspiel. Es ist ein Geschicklichkeitsspiel, bei dem ein Bootsrennen simuliert wird. Das 1996 erstmals bei Haba erschienene Spiel wurde 1997 mit dem Sonderpreis Kinderspiel ausgezeichnet.

## Spielablauf
Ein Spieler kann sein Boot solange über den auf dem Spielbrett vorgegebenen Hinderniskurs bewegen, wie ein jeweils zweiter Spieler braucht, um einen Faden auf einem Holzpoller aufzuwickeln. Wessen Boot als erstes das Ziel erreicht gewinnt.
Das Spiel kann von zwei bis vier Spielern ab sechs Jahren gespielt werden.

## Rezension
Leinen Los wurde 1997 mit dem Sonderpreis Kinderspiel der Jury von Spiel des Jahres ausgezeichnet. Die Jury begründete die Auszeichnung wie folgt:

„LEINEN LOS! erhielt den Sonderpreis Kinderspiel 1997. Ein ungetrübtes Vergnügen für kleine, aber auch jung gebliebene große Spielkapitäne.“

Stephan Blüml urteilte für Reich der Spiele, dass Leinen Los zu kontrovers sei. Es komme zu Problemen, da nur einige Kinder die Spielzüge schnell verstünden. Es käme zu leicht zur Diskussion der Spielregeln. Auf spielen.de wurden die Regeln als eher einfach eingestuft.